# Wassertrüdingen
Wassertrüdingen település Németországban, azon belül Bajorországban. Lakosainak száma 6427 fő (2023. december 31.). Wassertrüdingen Gunzenhausen, Westheim és Unterschwaningen községekkel határos.

## Népesség
A település népessége az elmúlt években az alábbi módon változott:
| Lakosok száma | 1734 | 2989 | 4477 | 5600 | 5928 | 5926 | 6023 | 6066 | 6153 | 6427 |
|               | 1875 | 1950 | 1975 | 1987 | 2012 | 2014 | 2016 | 2017 | 2021 | 2023 |